# Roman Kowalski
Roman Kowalski (Przasnysz, 1961. május 30. –) lengyel diplomata, aki karrierjének zömét - 16 évet - magyarországi állomáshelyén töltötte különböző beosztásban. 2010 és 2016 között nagykövet volt.

## Pályafutása
A moszkvai Nemzetközi Kapcsolatok Intézetében (MGIMO) végzett 1986-ban, majd a lengyel külügyminisztériumban kezdett dolgozni. Közben posztgraduális képzés keretében a Lengyel Külügyi Intézetben (Polski Instytut Spraw Międzynarodowych) 1988-ban másoddiplomát szerzett. 1991-ig a külügyminisztériumban töltött be különböző pozíciókat, és Lengyelország párizsi, majd UNESCO-képviseletén töltött rövid időt szakmai gyakorlatként. Oroszul, angolul, franciául és magyarul beszél.
1990-ben vezető tanácsosi címet kapott. 1991-ben helyezték a Lengyel Köztársaság  Budapesti Nagykövetségére. Kezdetben II., majd I. osztályú titkár, illetve tanácsos, 1996 decemberétől 1997 augusztusáig pedig ideiglenes ügyvivő volt itt.
1997 és 1999 között Varsóban a külügyminisztérium személyügyi főosztályának miniszteri tanácsosaként. Budapestre tanácsosi rangban a konzuli osztály vezetőjeként tért vissza. 2001-től követ-tanácsos, 2003-tól 2005-ig képviseletvezető-helyettes volt. 2006 és 2010 között ismét a külügyminisztériumban dolgozott, majd 2010. június 21-től Lengyelország rendkívüli és meghatalmazott nagykövete lett Magyarországon (elődje Joanna Stempińska volt).
Markáns véleményformálása és aktivitása miatt az egyik legismertebb nagykövetnek számított. Második ciklusát töltötte Budapesten, mikor Lengyelországban kormányváltás történt (a Polgári Platformot a Jog és Igazságosság váltotta), és a kiküldetése félidejében, 2016 őszén visszahívták.

## Magyarországi munkássága
- Magyarországra való visszaérkezése után néhány nappal, 2010. június 25-én került sor a felújított lengyel parcella felszentelésére a kőbányai Új köztemetőben.
- Magyarországi tartózkodása idején, 2012-ben kapta legmagasabb kitüntetését Nizalowski Ernő egykori lengyel katonatiszt.
- 2013-ban nagy szabású rendezvényen emlékeztek meg a Lengyel Intézetben az egykori híres lengyel tanár, Varsányi István születésének a 100. évfordulójáról.
- 2014 májusában készült el Lengyelország ajándékaként a Két tölgy című tűzfalfestmény az Erzsébetvárosban. Ugyanebben az évben Lengyelországgal kapcsolatos szócikkíró verseny zajlott a Wikimédia Magyarország Egyesület és a Lengyel Intézet együttműködésében az intézet fennállásának 75. évfordulója alkalmából. Az év folyamán Lengyel Köztársasági Érdemrend Nagykeresztje posztumusz kitüntetést ítéltek oda Serédi Jusztinián és Lékai László néhai bíborosoknak a második világháború idején a magyarországi lengyel menekülteknek nyújtott segítségükért.

## Díjak
- 2014: Teleki Pál-érdemérem[4]
- 2016: Csepel Örökségi Díj[5]
- 2016: Kézdy György-díj[6]
- 2016: Terézváros díszpolgára[7]